# Elecciones vicepresidenciales de Paraguay del 2000
Las elecciones vicepresidenciales realizadas el 13 de agosto de 2000 no estaban programadas dentro del esquema tradicional de renovación de las autoridades de acuerdo al calendario constitucional y se llega a ellas como consecuencia del magnicidio del que resultó víctima el entonces Vicepresidente, Luis María Argaña, quien había sido elegido en las elecciones generales de 1998, y de la renuncia del Presidente Raúl Cubas Grau.

## Resumen
Dado que la Constitución Nacional no prevé la doble acefalía, la Corte Suprema de Justicia, en acuerdo y sentencia nro. 191 del 27 de abril de 1999, resolvió: (1) Declarar con alcance de certeza constitucional que el actual Presidente de la República del Paraguay, Luis Ángel González Macchi, deberá completar el período constitucional 1998 - 2003 y (2) declarar con el mismo alcance que el Tribunal Superior de Justicia Electoral debe convocar a elecciones, únicamente para el cargo de Vicepresidente de la República por el período constitucional 1998 - 2003.
En términos generales en el 2000 se mantuvo la polarización de los medios, observada ya en 1998, a favor o en contra de los candidatos. Aquellos medios que en 1998 habían apoyado a Oviedo mantuvieron una fuerte oposición contra el gobierno González Macchi y apoyaron abiertamente al candidato liberal en el 2000, Julio César "Yoyito" Franco.
El apoyo abierto se hizo eco, por ejemplo, en la posición oficial de UNACE, autorizado oficialmente por Lino Oviedo (desde la prisión en Brasil, donde fue capturado tras haber perdido su asilo político en Argentina) que llamó abiertamente a sus adherentes para que voten a Yoyito Franco. Para ellos fue más aceptable votar por el candidato de otro partido en vez de votarle a Félix Argaña, candidato del Gobierno González Macchi. Si bien UNACE y Félix Argaña se ven unidos en el mismo Partido Colorado los oviedistas no se vieron en condiciones de apoyar a un gobierno que había derrocado las ambiciones políticas de su líder Lino Oviedo y terminado el "gobierno de los hombres de UNACE" tan solo 7 meses después de su inicio.
De alguna manera puede afirmarse que si bien en las elecciones del 2000 ganó por primera vez en 64 años el candidato de la oposición, nuevamente fueron los colorados los que decidieron este resultado, porque sin los votos oviedistas el PLRA no se hubiera adjudicado la victoria.
La campaña fue menos polémica que la de 1998 y fue más "tranquila". Se notó un cansancio electoral tanto en las autoridades como en el electorado. Los 64% de participación en las elecciones del 2000 fueron mucho menos que las 89% de 1998. Además, por cierto toda una elección solamente para determinar a un nuevo vicepresidente es mucho menos importante que Elecciones Generales, en las cuales se determina a todas las autoridades principales, presidente, vicepresidente, senadores, diputados y gobernadores.
La menor importancia de las elecciones del 2000 se refleja también en la cobertura de la prensa. En 1998 el diario ABC publicó en los últimos 40 días antes de las elecciones 454 artículos relacionados con los comicios y en el 2000 fueron 369 artículos. Presumiblemente por dos razones. Por un lado la elección de un vicepresidente tiene menos peso político, porque no hubo cambio en el Ejecutivo ni en el Legislativo. Además, debido a que no hubo cambios de otras autoridades políticas no se sintió en la fase preelectoral del 2000 esa paralización de todas las demás actividades políticas y muchas económicas también, en espera de cuál sería el próximo gobierno. Mientras que los candidatos a vicepresidente llevaban adelante sus campañas las habituales tareas de la política diaria también fueron llevadas adelante y generaron noticias que merecían ser publicadas en la prensa y ocuparon diariamente su espacio debido.
En lo que refiere a la estrategia del Marketing Político, la campaña de los colorados a favor de Félix Argaña fue poco inteligente. El eslogan principal fue "el futuro está primero". Tal vez ni los propios colorados han entendido este mensaje.
En comparación, el eslogan del ganador Yoyito Franco fue contundente. "Vota por el cambio" en diferentes combinaciones, a veces con su nombre, a veces con el número de la lista (lista 2) Además esta misma campaña encontró apoyo por parte del movimiento UNACE de Lino Oviedo, que una vez oficializado el apoyo a Franco publicó avisos como "UNACE vota por el cambio" o "UNACE vota lista 2", para motivar a sus correligionarios de darle su voto al liberal Julio César Franco.

## Resultados
| Departamentos | Departamentos    | Habilitados. | ANR     | PLRA    | P.H.   | Blancos | Nulos  | Total     | Participación |
| 0             | CAPITAL          | 283.998      | 89.706  | 89.253  | 6.361  | 1.457   | 11.829 | 198.606   | 69,93%        |
| 1             | CONCEPCIÓN       | 68.882       | 16.325  | 19.260  | 298    | 278     | 671    | 36.832    | 53,47%        |
| 2             | SAN PEDRO        | 110.585      | 31.909  | 25.326  | 290    | 494     | 1.250  | 59.269    | 53,60%        |
| 3             | CORDILLERA       | 114.432      | 33.214  | 36.078  | 549    | 604     | 1.501  | 71.946    | 62,87%        |
| 4             | GUAIRA           | 76.100       | 25.173  | 20.998  | 342    | 481     | 859    | 47.850    | 62,88%        |
| 5             | CAAGUAZÚ         | 160.569      | 43.105  | 43.259  | 575    | 954     | 1.810  | 89.703    | 55,87%        |
| 6             | CAAZAPÁ          | 53.373       | 19.216  | 13.137  | 144    | 400     | 542    | 33.439    | 62,65%        |
| 7             | ITAPÚA           | 168.661      | 48.529  | 44.639  | 1.135  | 1.082   | 1862   | 97.247    | 57,66%        |
| 8             | MISIONES         | 48.068       | 15.985  | 14.190  | 304    | 324     | 626    | 31.429    | 65,38%        |
| 9             | PARAGUARÍ        | 104.015      | 36.392  | 26.462  | 413    | 530     | 1.112  | 64.909    | 62,40%        |
| 10            | ALTO PARANÁ      | 185.649      | 40.869  | 60.919  | 1.122  | 1.056   | 2.011  | 105.977   | 57,08%        |
| 11            | CENTRAL          | 512.922      | 137.592 | 162.596 | 5.913  | 2.292   | 9.509  | 317.902   | 61,98%        |
| 12            | ÑEEMBUCÚ         | 39.662       | 15.398  | 8.969   | 422    | 400     | 737    | 25.926    | 65,37%        |
| 13            | AMAMBAY          | 43.572       | 10.034  | 13.462  | 263    | 257     | 501    | 24.517    | 56,27%        |
| 14            | CANINDEYÚ        | 38.648       | 11.998  | 11.066  | 96     | 232     | 393    | 23.785    | 61,54%        |
| 15            | PRESIDENTE HAYES | 32.355       | 8.405   | 6.073   | 185    | 168     | 394    | 15.225    | 47,06%        |
| 16            | ALTO PARAGUAY    | 5.291        | 1.804   | 875     | 22     | 39      | 46     | 2.786     | 52,66%        |
| 17            | BOQUERÓN         | 12.382       | 1.844   | 872     | 62     | 77      | 63     | 2.918     | 23,57%        |
| Total         | 2.059.164        | 2.059.164    | 587.498 | 597.431 | 18.496 | 11.125  | 35.716 | 1.250.266 | 60,72%        |
| % de votación | % de votación    | ---          | 46,99%  | 47,78%  | 1,48%  | 0,89%   | 2,86%  | ---       | ---           |